# Mariastella Gelmini

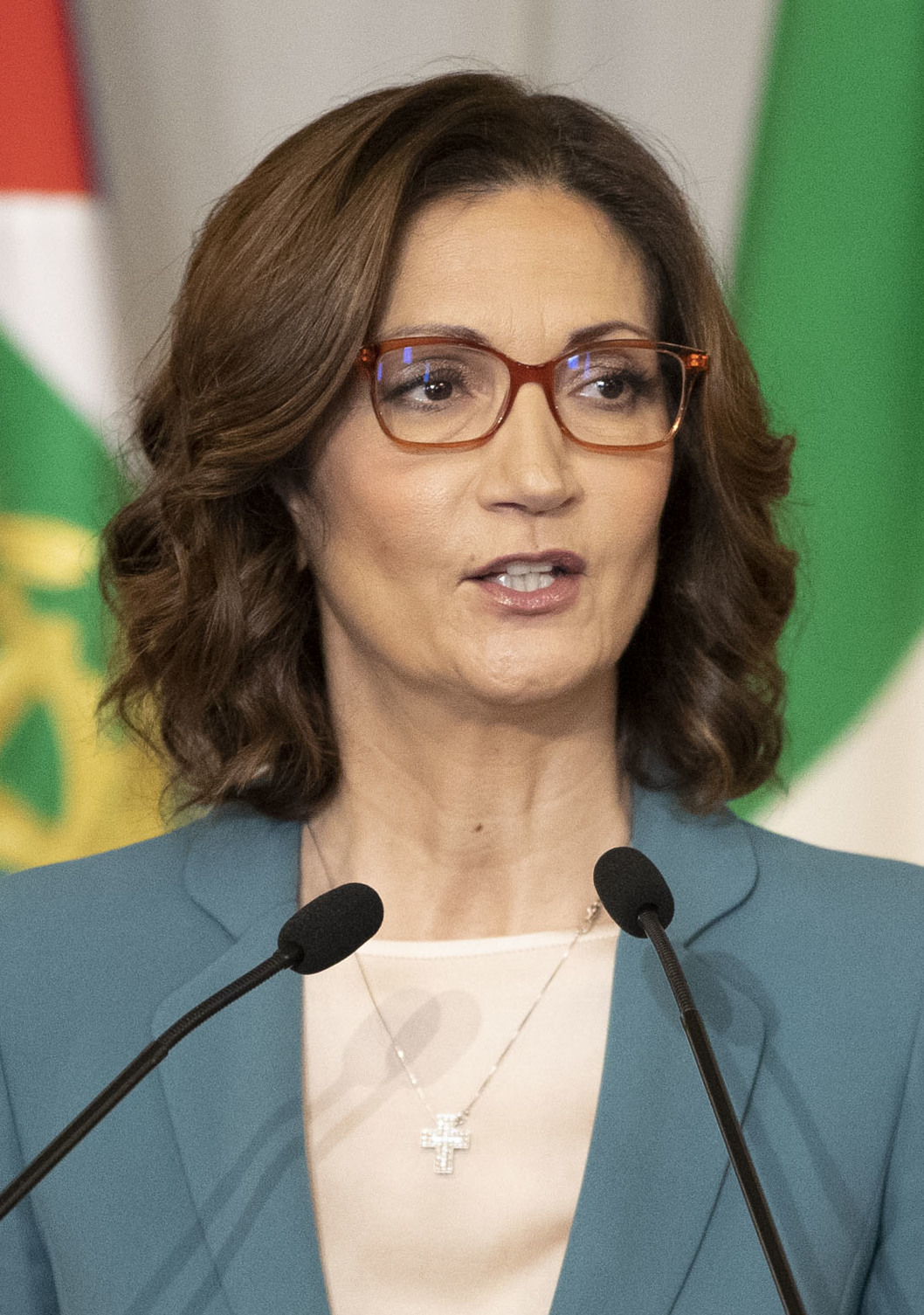
Mariastella Gelmini (2021)

Mariastella Gelmini (* 1. Juli 1973 in Leno, Provinz Brescia) ist eine italienische Politikerin (FI, PdL, FI, Azione). In Silvio Berlusconis viertem Kabinett war sie von Mai 2008 bis November 2011 Ministerin für Unterricht, Universitäten und Forschung. Seit dem 13. Februar 2021 bis Juli 2022 war sie Ministerin für Regionale Angelegenheiten im Kabinett Draghi. Sie verließ die FI und trat der Azione bei, für die sie bei den Parlamentswahlen am 25. September 2022 in den Senat gewählt wurde.

## Politischer Werdegang
Mariastella Gelmini hat sich als Rechtsanwältin auf das Verwaltungsrecht spezialisiert. Sie war von Parteigründung an in der Forza Italia engagiert und leitete seit 1994 den parteinahen Club azzurro in Desenzano del Garda. 1998 wurde sie in den Gemeinderat von Desenzano gewählt, dessen Vorsitzende sie bis 2002 war. Von 2002 bis 2005 arbeitete sie in der Regierung der Provinz Brescia, zunächst (bis 2004) als Assessorin für Raumplanung, dann als Assessorin für Landwirtschaft. Im April 2005 wurde sie in den Regionalrat der Lombardei gewählt und einen Monat später von Silvio Berlusconi zur Koordinatorin der Forza Italia in ihrer Heimatregion ernannt. Bei den Parlamentswahlen 2006 wurde sie in die Italienische Abgeordnetenkammer gewählt und bei den vorgezogenen Neuwahlen 2008 bestätigt. Im Parlament arbeitete sie u. a. im Justizausschuss und im Ausschuss zur Strafverfolgungsermächtigung. Eine maßgebliche Rolle spielte sie zudem bei der Erarbeitung des neuen Parteistatuts für die am 18. November 2007 von Berlusconi ibegründete rechtsliberale Sammlungspartei Popolo della Libertà.
Am 8. Mai 2008 wurde sie als Bildungs- und Forschungsministerin in die vierte Regierung Berlusconi berufen. Dieses Amt hatte sie bis zum 16. November 2011 inne. Seit dem 13. Februar 2021 war sie Ministerin für Regionale Angelegenheiten im Kabinett Draghi. Nach dem Rücktritt von Mario Draghi von seinem Amt als Ministerpräsident im Juli 2022 gab sie ihren Parteiaustritt bekannt. Zuvor hatte ihre Partei, die Forza Italia, bei einem Misstrauensvotum im Senat zur Stimmenthaltung aufgerufen. In ihrer neuen Partei Azione ist sie Vicesegretario.

## Arbeit als Ministerin für Unterricht und Forschung

### Die „Riforma Gelmini“

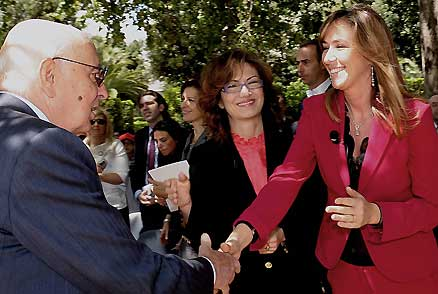
Mariastella Gelmini (Mitte) mit dem italienischen Präsidenten Giorgio Napolitano und Umweltministerin Stefania Prestigiacomo

Gelminis Name verbindet sich in Italien mit einer Reihe von langwirkenden, umstrittenen Bildungsreformen, die „Riforma Gelmini“ (= Gelmini-Reform).

#### Schulwesen
Die wichtigste Amtshandlung von Gelmini war die Einführung des Dekrets Nummer 137 vom 1. September 2008, das den Titel „Dringende Maßnahmen im Bereich Unterrichtswesen und Universität“ trägt. Das Dekret wurde in Italien zuerst als „Riforma Gelmini“ bekannt.
Dieses Dekret beinhaltet zum einen die Wiedereinführung der Führungsnote im Schulzeugnis, womit das Ministerium der stark zugenommenen Gewalt in den Schulen entgegenwirken will. Bei verschiedenen Organisationen, wie zum Beispiel dem Moige (einem Elternverband) erhielt dieser Reformpunkt Zustimmung, wohingegen vor allem religiöse Verbände, wie dem Exodus Onlus, Vorbehalte anmeldeten. Zum anderen soll im Zeugnis wieder eine Benotung in Zehnteln eingeführt werden. Bisher wurde der Schüler in einem Beurteilungstext eingeschätzt.
Ein weiterer Punkt des Dekrets 137 ist die Einrichtung eines obligatorischen Gemeinschaftskundeunterrichts mit Verkehrs- und Umwelterziehung.
Ab 2009 wurde in den Grundschulen der sogenannte „Maestro unico“ wiedereingeführt. Das heißt, dass ein Lehrer sämtliche Fächer unterrichtet; zuvor waren in den Grundschulen die Lehrplaninhalte unterschiedlichen Lehrkräften anvertraut. Laut Gelmini wäre die Lehrerzahl gegenüber einer abnehmenden Schülerzahl unverhältnismäßig geworden. Trotz dieser Reform sollte bei den bereits angestellten Lehrern keine Teilzeit eingeführt werden. Bei Neueinstellungen soll eine 24-Stunden-Woche als Basis dienen.
Der Reformpunkt zur Einführung des „Maestro unico“ wurde verabschiedet, um den Rahmen der Finanzregelungen des Gesetzes Nummer 133 vom 6. August 2008 einzuhalten. In diesem Gesetz waren für das Jahr 2009 Ausgaben von 456 Millionen Euro, für 2010 1.650 Millionen Euro, für das Jahr 2011 2.538 Millionen Euro und für 2012 3.188 Millionen Euro vorgesehen, von denen 30 Prozent ab 2010 zur Aufwertung und zur Fortbildung des Lehrpersonals dienen sollen.
Aus der „Reform Gelmini“ ergab sich ein Überschuss an Lehrern von circa 87.400 Einheiten im Schuljahr 2011/2012 und ein Überschuss an Aushilfskräften von 44.500 Einheiten im Zeitraum 2009–2011.
Gelmini hat sich mehrfach für die Wiedereinführung der Schuluniform an den Grundschulen ausgesprochen. Zum einen werde damit mehr Ordnung hergestellt, zum anderen würden soziale Unterschiede versteckt. Umfragen ergaben weitestgehend Zustimmung für diesen Vorschlag in der Bevölkerung.
Daneben förderte Gelmini die Einführung neuer digitalisierter Lehrbücher.
Im Oktober 2008 stellte die Ministerin Gelder zum Erwerb von 10.000 interaktiven Whiteboards bereit.

#### Widerstand gegen die „Riforma Gelmini“

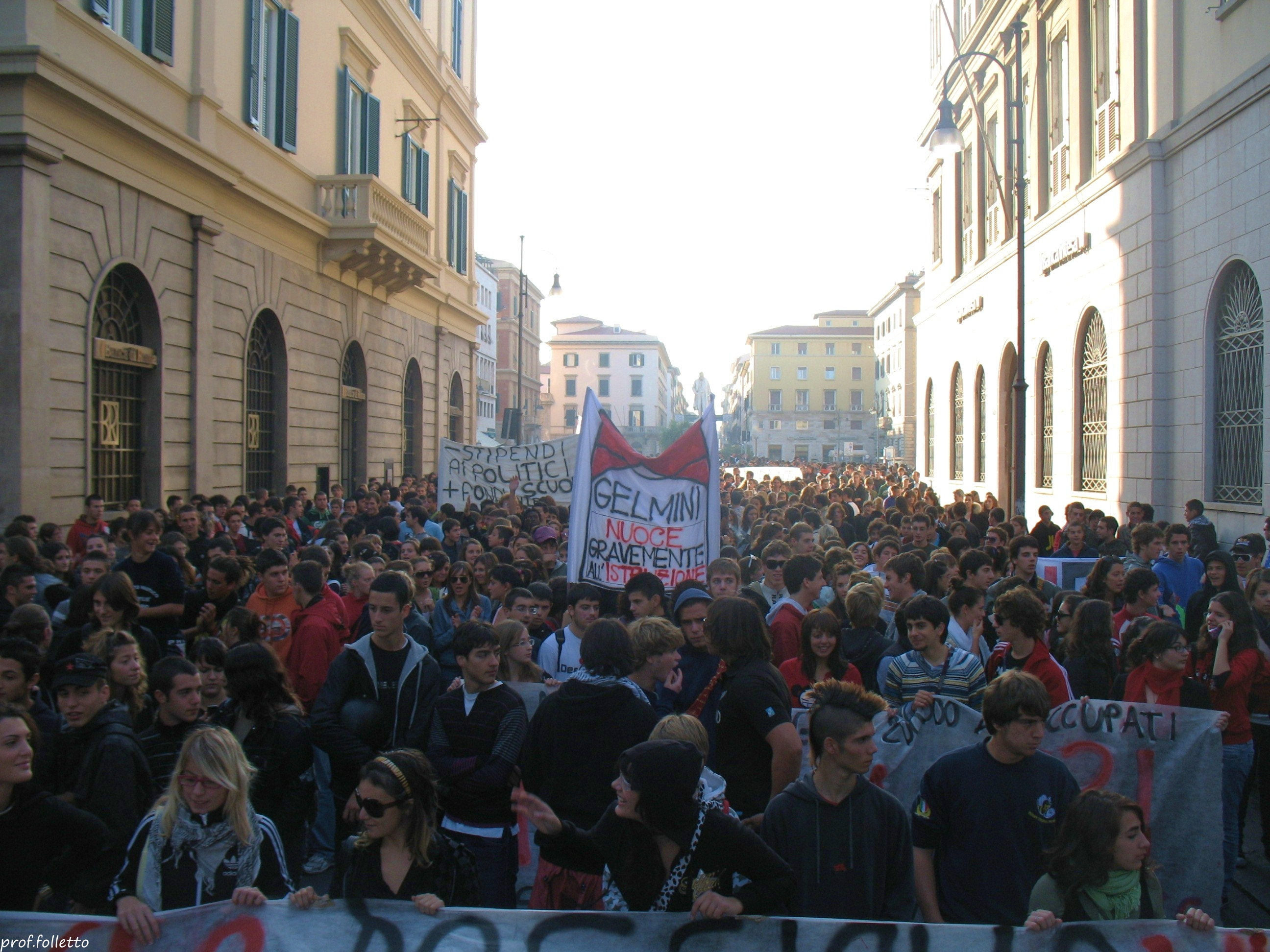
Demonstration in Livorno am 20. Oktober 2008

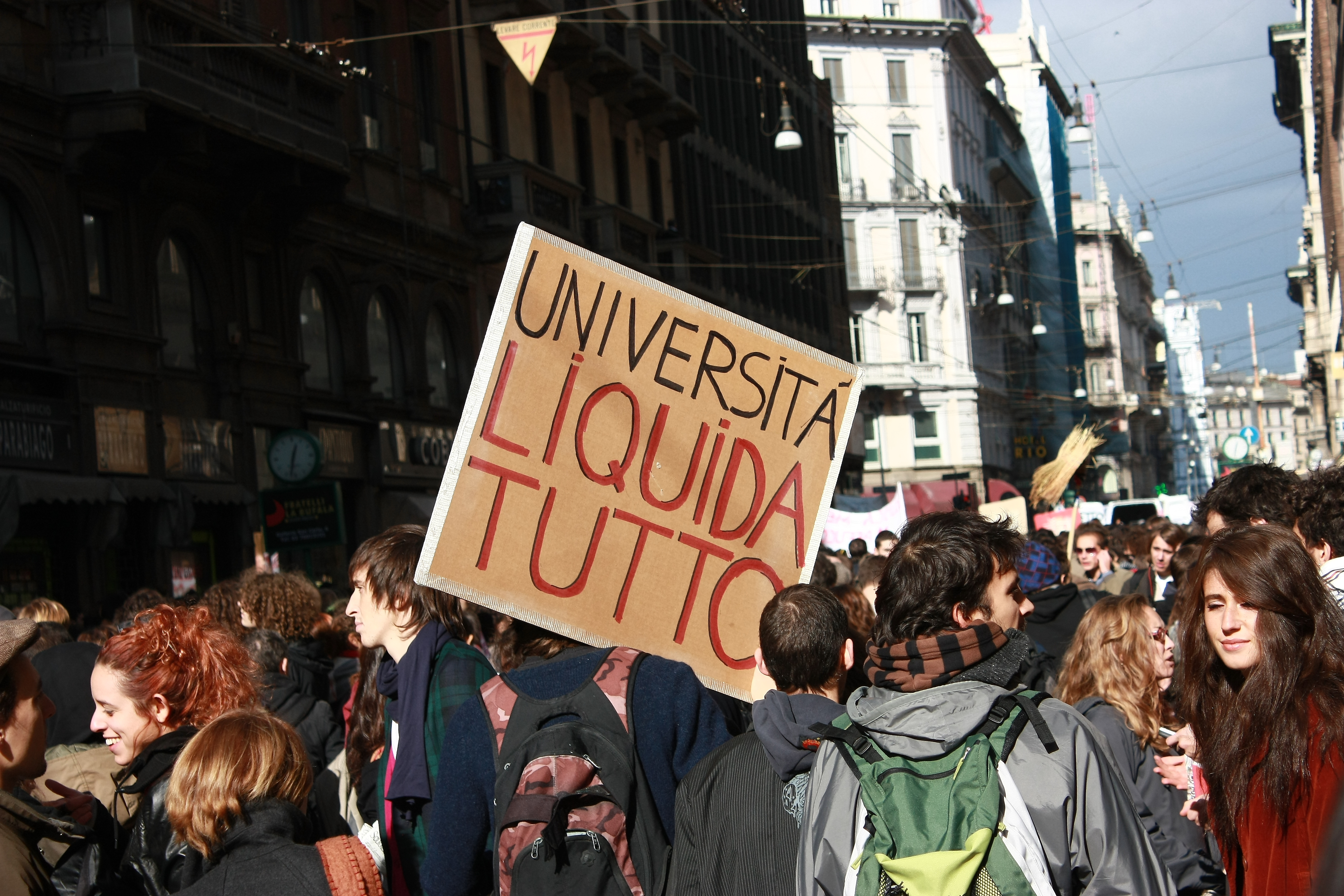
Demonstration in Mailand am 30. Oktober 2008

Gelminis Festlegung, circa 150.000 Planstellen für Lehrer und Aushilfskräfte einzusparen, ohne vorher die Gewerkschaften in Gespräche mit einzubeziehen, rief deren heftigen Widerstand hervor. Insbesondere die Gewerkschaften Gilda, Cobas, CGIL, CISL und UIL kündigten eine vehemente Ablehnung der Reform an. Das Ministerium konterte mit der Aussage, dass die Schulen Bildungseinrichtungen seien und nicht Arbeitsplatzvervielfältiger und dass momentan 97 % der Ausgaben im Bereich Schulwesen für Gehälter verwendet würden Letzteres wird von den Gewerkschaften jedoch als Desinformation angegriffen, da der Prozentsatz sogar noch unter dem Mittelwert der OECD liege. Kritik erhielt die Reform zu Beginn der Auseinandersetzungen auch vom Bündnispartner Umberto Bossi (Lega Nord), der jedoch kurze Zeit später erklärte, dass es keinen Dissens mit Gelmini zu dem Thema gebe.
Gelminis Maßnahmen haben ebenso einen starken Widerstand an den Schulen und Universitäten ausgelöst. Im Oktober 2008 kam es nahezu täglich zu Streiks des Lehr- und Aushilfspersonals, zu Demonstrationen von Eltern mit Kindern in der Grundschule und zu einer Reihe von Aktionen von Studenten und Professoren sowie von Schülern der Oberstufe. Unter anderem wurden Demonstrationszüge, Universitätsbesetzungen und Seminare auf öffentlichen Plätzen organisiert. Die Studentenbewegung wurde von den Medien und den Studenten selbst "Onda" (Welle) genannt. Nachdem Gelmini in einem Beitrag des Berlusconi-nahen Fernsehsenders Canale 5 ihr Unverständnis über diese Proteste ausgedrückt hatte, bezeichnete sie die Demonstranten als eine von der Linken instrumentalisierte Minderheit, die nicht einmal das Dekret gelesen hätte.
Am 22. Oktober 2008 erklärte der italienische Ministerpräsident Berlusconi auf einer Pressekonferenz hart gegen die Demonstranten durchgreifen zu wollen und gegebenenfalls die Polizei gegen die Schüler und Studenten einzusetzen. Nach massiven Protesten gegen einen eventuellen Einsatz der Polizei erklärte Berlusconi einen Tag später, am 23. Oktober, dass er niemals gesagt hätte, dass er die Polizei einsetzen würde und die gesamten Medien fehlinformiert worden seien.

#### Hochschulwesen
Das Dekret 137 von 2008, Artikel 16, gesteht den staatlichen Universitäten das Recht zu, abhängig vom Beschluss des jeweiligen akademischen Rates, die Universität in eine private Stiftungshochschule umzuwandeln.
Das Gesetz vom 30. Dezember 2010/n. 240 veränderte die Strukturen an den italienischen Universitäten. Sie sollten statt der traditionellen großen Fakultäten neu geschnittene, auch fächerübergreifende Abteilungen (dipartimenti) einrichten. Die Amtszeit von Rektoren wurde auf 6 Jahre begrenzt. Berufungen wurden auf nationaler Ebene zentralisiert. Verträge mit jungen Forschungsassistenten (ricercatori) wurden auf 3 Jahre mit der Möglichkeit einmaliger Verlängerung begrenzt. Verwandte dürfen nicht allzu nah zueinander Positionen bekleiden. So soll der verbreiteten Vetternwirtschaft und dem Patronatswesen begegnet werden. Die kaufmännische Finanzverwaltung ist von der akademischen Verwaltung stärker getrennt worden, um sie effizienter zu machen.